# Pic Yuxu
Le pic Yuxu (chinois simplifié 玉虚峰 ; chinois traditionnel 玉虛峰 ; hanyu pinyin : yù xū fēng) est l'un des trois sommets du mont Sanqing en Chine.